# Юзефатув (Скерневицький повіт)
Юзефатув (пол. Józefatów) — село в Польщі, у гміні Скерневиці Скерневицького повіту Лодзинського воєводства.
Населення — 123 особи (2011).
У 1975-1998 роках село належало до Скерневицького воєводства.

## Демографія
Демографічна структура станом на 31 березня 2011 року:
|          | Загалом | Допрацездатний вік | Працездатний вік | Постпрацездатний вік |
| -------- | ------- | ------------------ | ---------------- | -------------------- |
| Чоловіки | 60      | 18                 | 37               | 5                    |
| Жінки    | 63      | 12                 | 34               | 17                   |
| Разом    | 123     | 30                 | 71               | 22                   |